# Ehretia retusa
Ehretia retusa là loài thực vật có hoa trong họ Ehretiaceae. Loài này được Wall. ex A.DC. mô tả khoa học đầu tiên năm 1845.